# Pesquera (kommun i Spanien, Kastilien-La Mancha)
Pesquera är en kommun i Spanien.   Den ligger i provinsen Provincia de Cuenca och regionen Kastilien-La Mancha, i den centrala delen av landet, 210 km sydost om huvudstaden Madrid. Antalet invånare är 249.